# Fundación Carlos Chagas
La Fundación Carlos Chagas ( en portugués: Fundação Carlos Chagas, FCC ) es una institución sin ánimo de lucro que opera en dos áreas principales: Evaluación/Concursos/Proceso de Selección e Investigación y Educación.Fue creada en 1964 y como fundación de derecho privado, la institución está reconocida como de utilidad pública a nivel federal, estatal y municipal.
Desde su creación, en el área de selección/concursos, la Fundación Carlos Chagas realizó más de 2.500 proyectos de más de 500 instituciones y evaluó más de 273 millones de candidatos repartidos por todo Brasil.
Además, impulsa el indexador en línea Educa, que reúne publicaciones de educación en línea.La plataforma utiliza la metodología SciElo - Biblioteca Electrónica Científica en Línea.

## Historia
La Fundación Carlos Chagas es una fundación pública surgida del Centro de Selección de Candidatos a Facultades de Medicina y Biología ( Centro de Seleção de candidatos às Escolas Médicas e Biológicas, sigla CESCEM ), que en el momento de su creación tenía como objetivo principal la realización de exámenes de ingreso en las áreas biomédicas.En 1964, a partir del diseño de los creadores del CESCEM, nació la Fundación Carlos Chagas, con el propósito de ser una institución con funcionamiento más amplio y que articulara otras actividades, como la realización de exámenes de ingreso, la investigación educativa y la formación de profesionales.
En 1971 se creó el Departamento de Investigaciones Educativas de la Fundación Carlos Chagas (Departamento de Pesquisas Educacionais da Fundação Carlos Chagas, sigla DPE).La DPE cuenta con cinco grupos o áreas de trabajo: evaluación educativa; educación e infancia;género, raza/etnia;políticas de Educación Básica y formación docente,y representación social, subjetividad y educación.
También en 1971 se crea la Biblioteca Ana Maria Poppovic, especializada en educación, evaluación educativa, primera infancia, género y raza y abierta al público en general.
En la década de 1980, investigadores de la Fundación Carlos Chagas involucrados en el estudio de la condición femenina en Brasil se preocuparon por sistematizar informaciones sobre el tema a través de una revista llamada Jornal Mulherio, que se editó entre 1981 y 1988.
La institución también cuenta con las revistas Cadernos de Pesquisa e Estudos em Avaliação Educacional, la serie Textos FCC, además de otras publicaciones como informes y libros.